# Amanda Anisimova
Amanda Kay Victoria Anisimova (ruski: Аманда Анисимова; Freehold Township, New Jersey, 31. kolovoza 2001.) američka je tenisačica ruskoga porijekla. 
Njen najbolji pojedinačni rezultat u karijeri na WTA ljestvici je 12. mjesto, što je postigla 30. lipnja 2025. Anisimova je osvojila tri WTA naslova, uključujući jedan WTA turnir iz 1000 serije, „Qatar Ladies Open” 2025.
Njezini su roditelji emigrirali iz Rusije u Sjedinjene Države nekoliko godina prije njezina rođenja kako bi svojoj starijoj kćeri pružili bolje mogućnosti. Radili su u financijskom i bankarskom sektoru i nijedno od njih nije igralo natjecateljski tenis dok su odrastali.
Kao juniorka, Anisimova je bila rangirana kao druga na svijetu, a osvojila je i US Open u pojedinačnoj konkurenciji 2017. Na WTA turneji, istaknula se na Indian Wells Openu 2018. kada je ostvarila svoju prvu pobjedu protiv jedne od top 10 najboljih u dobi od 16 godina, protiv Petre Kvitove. Svoj prvi naslov u karijeri osvojila je na Copa Colsanitasu u travnju 2019. u dobi od 17 godina.
Anisimovin proboj na Grand Slam turnirima dogodio se početkom 2019. na Australian Openu gdje je stigla do četvrtog kola pobijedivši Arinu Sabaljenku, jednu od glavnih pretendentica za naslov. Na French Openu pobijedila je Simonu Halep, braniteljicu naslova i treću na svjetskoj ljestvici, te postala najmlađa polufinalistica turnira u više od desetljeća. Sljedeći put kada je stigla do četvrtog kola Grand Slam turnira bilo je na Australian Openu 2022. kada je pobijedila braniteljicu naslova, Naomi Osaku. Te godine stigla je do četvrtfinala Wimbledona, a 2025. igrala je u finalu Wimbledona.